# Joel Osteen
Joel Scott Osteen, né le 5 mars 1963, est un pasteur chrétien évangélique non confessionnel et un télévangéliste américain. Il est le pasteur principal de Lakewood Church, l'une des plus grandes églises chrétiennes évangéliques des États-Unis.

## Biographie
Joel Osteen nait le 5 mars 1963 à Houston, Texas aux États-Unis, de Dodie Osteen et John Osteen. Il est élevé dans une famille chrétienne évangélique. Son père est pasteur baptiste et fondateur de Lakewood Church, en 1959. Quelque temps après, son père quitte la Convention baptiste du Sud et rejoint le courant du christianisme non confessionnel. 

### Ministère
En 1982, Joel développe le département média de Lakewood Church avec un programme télévisé. Puis, en 1999, il prêche un premier message, sur invitation de son père. Cette même année, après la mort de son père, il devient pasteur principal de l'église.
En 2013, il a affirmé ne plus recevoir de salaire de l’église, utilisant uniquement les revenus de ses livres pour subvenir à ses besoins.

## Critiques
Joel Osteen a été critiqué en août 2017 pour ne pas avoir offert Lakewood Church comme abri aux victimes de l'Ouragan Harvey. Lakewood Church a répondu que c'était parce que le bâtiment était inondé et que l'église continuerait d'être un centre de distribution pour ceux dans le besoin.  D’après Joel Osteen, les portes ont été ouvertes une fois que c'était possible d'accueillir des gens. En 2018, Osteen a reçu au nom de l’église une récompense du maire de la ville pour avoir mobilisé plus de 5 millions de dollars en efforts de reconstruction et aidé plus de 1 150 familles de la région.

## Joel Osteen La maison
La maison Joel Osteen est située dans le quartier chic de Chênes de rivière en Houston. Taille et structure: 
- Superficie carrée: La maison s'étend sur environ 17 000 pieds carrés, ce qui en fait une résidence exceptionnellement grande.
- Histoires: Il s'agit d'un manoir à deux étages qui offre suffisamment d'espace à la famille Osteen.